# Лихой (эсминец, 1905)
«Лихой» — эскадренный миноносец (контрминоносец) типа «Лейтенант Бураков».

## История строительства
Корабль заложен летом 1905 года на стапеле судоверфи Forges et chantiers de la Méditerranée в Гавре по заказу Морского ведомства России. 2 (15) апреля 1905 года зачислен в списки судов Балтийского флота, спущен на воду 13 (26) декабря 1905 года, вступил в строй в апреле 1906 года. 27 сентября (10 октября) 1907 года официально причислен к подклассу эскадренных миноносцев.

## История службы
В 1912—1913 годах «Лихой» прошёл капитальный ремонт. Принимал участие в Первой мировой войне, нёс дозорную и конвойную службу, участвовал в постановке минных заграждений, противолодочной обороне. С 25 октября (7 ноября) 1917 года в состав Красного Балтийского флота, с 21 апреля 1921 года в составе Морских сил Балтийского моря. С 9 по 15 апреля 1918 года перешёл из Гельсингфорса в Кронштадт в ходе так называемого Ледового похода и затем был выведен из боевого состава флота, законсервирован и сдан Кронштадтскому военному порту на хранение.
С 23 марта по 29 мая 1922 года находился в распоряжении Финско-Ладожского отряда судов Морпогрохраны ОГПУ. 30 мая сдан Комгосфондов для разоружения, демонтажа и разделки на металл. 21 ноября 1925 года исключён из списков кораблей РККФ.

## Командиры
- 1909—1911. — Постельников. Павел Юрьевич
- 1912—1914. — Екимов. Анатолий Платонович
- хххх-хххх. — Михайлов. П. И.
- 1920—1921. — Покровский Константин Николаевич